# Bach (Erbach)
Bach ist ein Stadtteil von Erbach im Alb-Donau-Kreis in Baden-Württemberg, der rund drei Kilometer westlich der Kernstadt Erbach liegt.

## Geschichte
Bach wurde bereits in der Jungsteinzeit und Bronzezeit besiedelt. Dies wird durch archäologische Ausgrabungen 1972 in der Nähe von Bach, an einer sogenannten Viereckschanze und der dort gefundenen Artefakte, belegt. Zu den Funden gehört ein 2600 Jahre altes Bronzeschwert. Die gefundenen Grabhügel beweisen, dass sich die damaligen Landherren und Adeligen, edlen Schmuck aus Gold, Silber und Edelsteinen aus dem Mittelmeerraum leisteten.
Auch die Römer siedelten in der Gegend. Im Jahr 1887 wurden durch Ausgrabungen an der unteren Halde Reste eines römischen Gebäudes entdeckt. Die dort gefundenen Gegenstände kamen während des Zweiten Weltkriegs nach Ludwigsburg.
Bach wurde erstmals 1188 urkundlich erwähnt und war vermutlich eine Siedlung des hochmittelalterlichen Landausbaus. Im 14. und 15. Jahrhundert werden die Herren von Freyberg als Eigentümer erwähnt. Bis 1770 befand sich ein Schloss im Ort, das aber abgerissen wurde, um die katholische Kirche an gleicher Stelle zu errichten. 
1552 ging der Besitz an die Herren Baumgarten zu Erbach und 1569 an die Adelsfamilie Schenk von Stauffenberg. Im 17. Jahrhundert wechselte die Herrschaft an die Freiherren von Ulm und danach, im Jahr 1721, an die Grafen Schenk von Castell.
Bach kam 1803 an Bayern und durch den Grenzvertrag zwischen Bayern und Württemberg 1810 an das Königreich Württemberg, wo es dem Oberamt Ehingen unterstellt wurde. 1938 kam Bach zum Landkreis Ehingen.
Am 1. Juli 1974 erfolgte die Eingliederung nach Erbach. Zum 30. November 2015 hatte der Ort 718 Einwohner.

## Bevölkerungsentwicklung
Es handelt sich um Einwohnerzahlen nach dem jeweiligen Gebietsstand bis 1970 und ohne die heute zugehörigen Ortsteile. Die Zahlen sind Volkszählungsergebnisse oder amtliche Fortschreibungen mit Archivierungen des LEO-BW Online-Informationssystems für Baden-Württemberg.
| Jahr      | 1852 | 1871 | 1880 | 1890 | 1900 | 1910 | 1925 | 1933 | 1939 | 1950 | 1956 | 1961 | 1970 |
| Einwohner | 266  | 259  | 225  | 232  | 213  | 215  | 233  | 236  | 226  | 256  | 258  | 235  | 321  |

## Kultur und Sehenswürdigkeiten
- Oberhalb des Ortes liegt eine keltische Viereckschanze im Wald direkt am Waldesrand. Zu den bedeutendsten Funden gehört ein Bronzeschwert, etwa 600 v. Chr. angefertigt.
- Die katholische Kirche St. Nikolaus wurde 1771 an der Stelle des ehemaligen Schlosses Bach erbaut. Im Jahr 1886 folgten Renovierungsarbeiten an der Kirche.

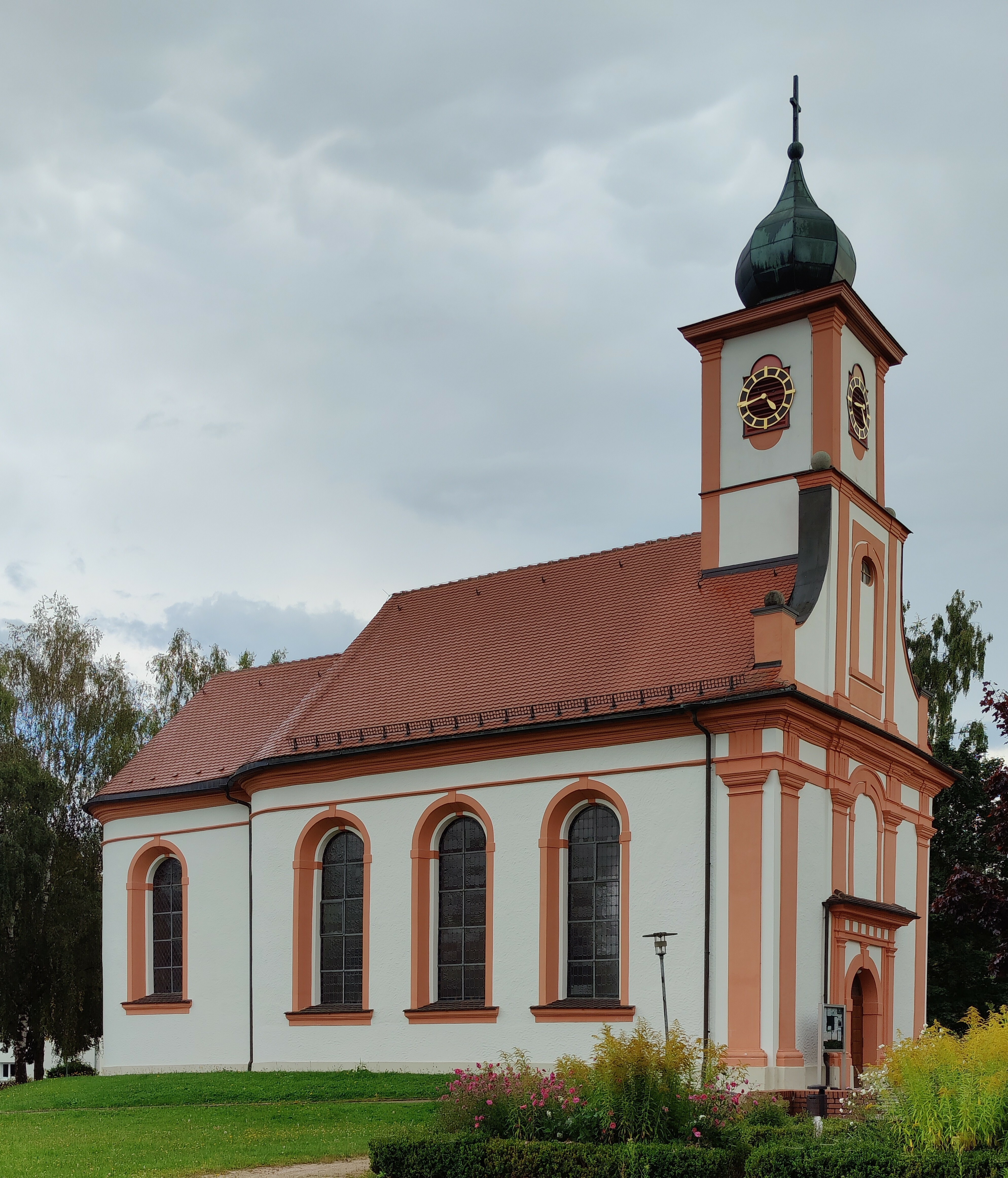
Katholische Pfarrkirche St. Nikolaus
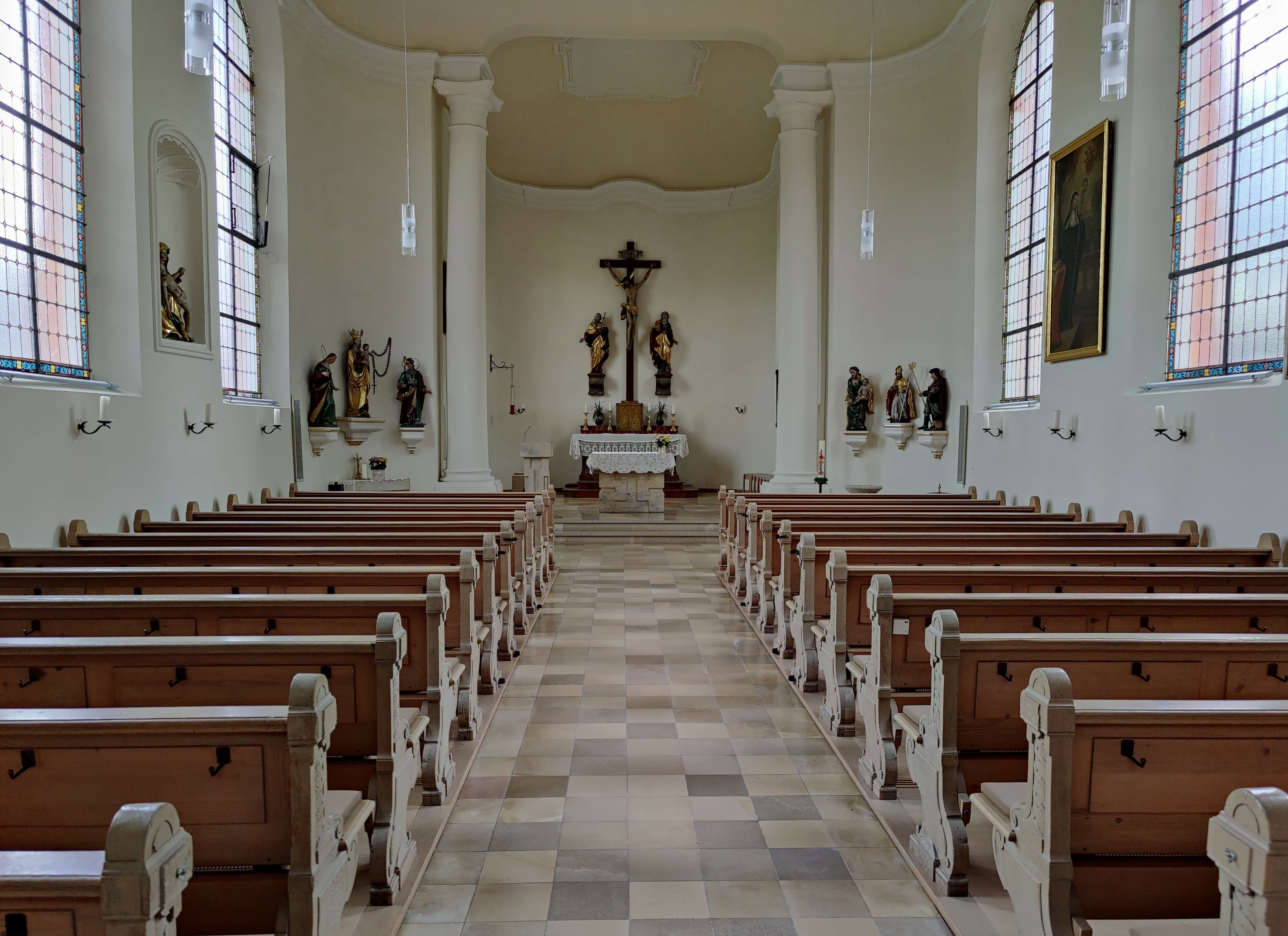
Innenraum (2021)
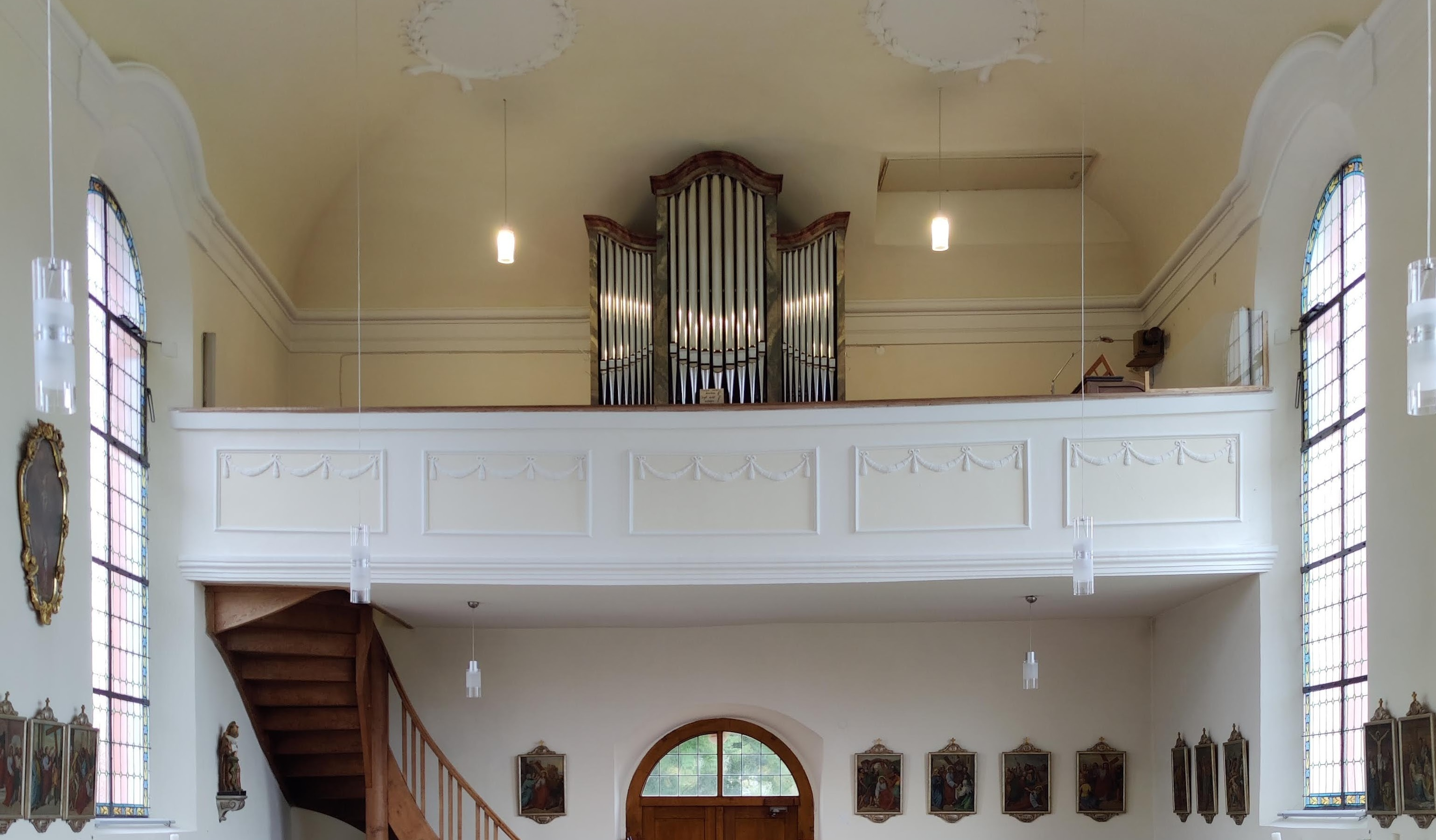
Orgel

## Bildung
- Im Kindergarten Bach, mit Elementen der Montessori-Pädagogik, gibt es eine Regelkindergartengruppe für Kinder im Alter von 3 Jahren bis zum Schuleintritt.

## Sport- und Kulturvereine
- Blauhütte Bach
- Katholische Jugend Bach
- Katholischer Kirchenchor Bach
- Pferdesportfreunde Graumershof Bach e.V.
- Reitclub Bach
- Sport-Club BACH e.V.